# (909) Ulla
(909) Ulla est un astéroïde de la ceinture principale découvert par Karl Reinmuth à Heidelberg le 7 février 1919.
Il appartient au groupe de Cybèle et plus particulièrement, au sein de ce groupe, à la famille d'Ulla, petite famille collisionnelle (26 membres connus en 2015) dont il est le plus grand membre.
Nommé en l'honneur d'Ulla Ahrens, la fille d'un ami de Karl Reinmuth.